# نايكثا بينز
نايكثا بينز (بالإنجليزية: Naiktha Bains)‏ مواليد 17 ديسمبر 1997 في ليدز، هي لاعبة كرة مضرب أسترالية وتحتل حالياً المرتبة 557 (7 مارس 2016) في تصنيف رابطة محترفات كرة المضرب. أعلى تصنيف لها في الفردي كان 553. أعلى تصنيف لها في الزوجي كان 518.

## النهائيات

### الزوجي (0–1)
| الحصيلة | الرقم | التاريخ       | الدورة           | الأرضية | الشريك              | المنافس              | النتيجة  |
| ------- | ----- | ------------- | ---------------- | ------- | ------------------- | -------------------- | -------- |
| الوصافة | 1.    | 3 نوفمبر 2014 | بنديجو، أستراليا | صلبة    | كارولينا ولوداركزاك | جيسيكا مور آبي مايرز | 4–6, 0–6 |

## روابط خارجية
- نايكثا بينز على موقع رابطة محترفات التنس (الإنجليزية)
- نايكثا بينز على موقع الاتحاد الدولي لكرة المضرب (الإنجليزية)
- نايكثا بينز على موقع بطولة ويمبلدون (الإنجليزية)
- نايكثا بينز على موقع خلاصة التنس.كوم (الإنجليزية)
- نايكثا بينز على موقع إي إس بي إن.كوم (الإنجليزية)
- نايكثا بينز على موقع أوليمبيديا (الإنجليزية)